# Курико
Курико (на испански: Curicó) е град в Чили. Столица и най-голям град на едноименната провинция в регион Мауле. Площта на града е 20,50 km², а на едноименната община – 1328,4 km². Към 2012 г. населението на града е 100 506, а на общината – 136 954 души. Курико е известен като колоездачната столица на Чили, а по света – със своето вино.

## Етимология
Името на града идва от езика мапуче и означава „черна вода“.

## История
Курико е основан под името Сан Хосе де Буена Виста през 9 октомври 1743 г. от Хосе Мансо де Веласко, по това време Кралски губернатор на Чили. Четири години по-късно Хуан Мануел Росас решава да премести града на около пет километра на север заради високата влажност на първоначланата локация. През 1830 г. Курико е обявен за град. На 1 декември 1928 г. градът е разрушен от земетресението в Талка с магнитуд 7,9 по скалата на Рихтер, а година по-късно е построен наново. На 27 февруари 2010 г. Курико е един от най-сериозно засегнатите градове от второто по сила земетресение в историята на Чили с магнитуд 8,8 по Рихтер, като са разрушени 90% от старата част на града, които съставляват 60% от цялата площ на града.

## География
Курико се намира в плодородната Централна долина, на около 190 km южно от Сантяго и около 60 km североизточно от столицата на регион Мауле Талка. Разположен е между реките Лонтуе и Тено, съответно на юг и север от града.

### Климат
Климатът в Курико е средиземноморски по класификацията на Кьопен. Лятото (ноември-март) е сравнително горещо и сухо с максимални температури около 35 °С в най-горещите месеци. Зимата (юни-август) е влажна със средни максимални температури 12 – 14 °С, средни минимални 4 – 5 °С и абсолютни минимални не повече от -6 °С. През август 2007 г. в Курико вали сняг за първи път от 60 години.
| Климатични данни на Курико (1970 – 2000) | Климатични данни на Курико (1970 – 2000) | Климатични данни на Курико (1970 – 2000) | Климатични данни на Курико (1970 – 2000) | Климатични данни на Курико (1970 – 2000) | Климатични данни на Курико (1970 – 2000) | Климатични данни на Курико (1970 – 2000) | Климатични данни на Курико (1970 – 2000) | Климатични данни на Курико (1970 – 2000) | Климатични данни на Курико (1970 – 2000) | Климатични данни на Курико (1970 – 2000) | Климатични данни на Курико (1970 – 2000) | Климатични данни на Курико (1970 – 2000) | Климатични данни на Курико (1970 – 2000) |
| Месеци                                   | яну.                                     | фев.                                     | март                                     | апр.                                     | май                                      | юни                                      | юли                                      | авг.                                     | сеп.                                     | окт.                                     | ное.                                     | дек.                                     | Годишно                                  |
| Абсолютни максимални температури (°C)    | 35                                       | 36                                       | 33,6                                     | 31,6                                     | 24,8                                     | 21                                       | 29                                       | 25,6                                     | 27                                       | 31,6                                     | 32,2                                     | 33,6                                     | 36                                       |
| Средни максимални температури (°C)       | 29,2                                     | 28,4                                     | 25,5                                     | 20,3                                     | 15,6                                     | 12,4                                     | 12,1                                     | 14,1                                     | 17,1                                     | 20,4                                     | 24,1                                     | 27,5                                     | 20,5                                     |
| Средни температури (°C)                  | 22,1                                     | 21,2                                     | 18,3                                     | 14,2                                     | 10,9                                     | 8,7                                      | 8,0                                      | 9,4                                      | 11,8                                     | 14,5                                     | 17,6                                     | 20,5                                     | 14,7                                     |
| Средни минимални температури (°C)        | 12,7                                     | 12,0                                     | 9,7                                      | 7,2                                      | 6,0                                      | 4,8                                      | 3,9                                      | 4,4                                      | 5,9                                      | 7,7                                      | 9,6                                      | 11,6                                     | 7,9                                      |
| Абсолютни минимални температури (°C)     | 0                                        | 1                                        | 0,7                                      | −5,2                                     | −3,8                                     | −4,6                                     | −6,3                                     | −4,6                                     | −2                                       | −0,8                                     | 0                                        | 1,5                                      | −6,3                                     |
| Средни месечни валежи (mm)               | 2,6                                      | 2,2                                      | 11,5                                     | 34,8                                     | 123,5                                    | 168,4                                    | 156,1                                    | 84,3                                     | 62,1                                     | 38,1                                     | 19,6                                     | 9,7                                      | 712,9                                    |
| Брой на дните с валежи                   | 0,6                                      | 0,5                                      | 1,4                                      | 4,2                                      | 9,4                                      | 11,9                                     | 10,5                                     | 8,3                                      | 6,4                                      | 4,6                                      | 2,1                                      | 1,1                                      | 61                                       |
| ---------------------------------------- | ---------------------------------------- | ---------------------------------------- | ---------------------------------------- | ---------------------------------------- | ---------------------------------------- | ---------------------------------------- | ---------------------------------------- | ---------------------------------------- | ---------------------------------------- | ---------------------------------------- | ---------------------------------------- | ---------------------------------------- | ---------------------------------------- |
| Източник:                                |                                          |                                          |                                          |                                          |                                          |                                          |                                          |                                          |                                          |                                          |                                          |                                          |                                          |

## Икономика
Благодарение на плодородните почви, основните отрасли на икономиката са земеделието – отглеждат се предимно ябълки, череши, грозде, киви, червено цвекло, домати, пшеница, царевица и др. – и винарството. Курико е част от лозаро-винарския регион Централна долина, най-плодородния и най-популярния на международно равнище в страната. В лозарските масиви около Курико се отглеждат най-много различни сортове грозде в сравнение с останалата част от Чили, като доминиращи са каберне совиньон и каберне блан.

## Транспорт
През Курико минава Рута 5, част от Панамериканската магистрала, като по този начин градът има директна връзка с повечето големи градове на север до Арика и границата с Перу и на юг до Пуерто Монт, включително и със столицата Сантяго. В курико има три автогари. Железопътната гара обслужва влакове на държавната железопътна компания до градове като Сантяго, Ранкагуа, Талка, Чилан, Лаха, Лос Анхелес, Консепсион, Темуко, Осорно и Пуерто Монт, както и на регионална компания до Сантяго, Ранкагуа, Сан Фернандо, Молина, Талка, Линарес и др. В северозападната част на Курико се намира летище Генерал Фрейре, което обслужва пътнически, товарни, частни и военни самолети.

## Спорт
Курико е колоездачната столица на Чили. Много известни колоездачи с медали от различни първенства и обиколки започват кариерата си в града. Футболният отбор Курико Унидо през сезон 2015/2016 се състезава във втора дивизия, на която става шампион през 2008 г. През сезон 2015/2016 се състезава във втора дивизия. Играе домакинските си срещи на стадион Ла Гранха. В аматьорските лиги играят Луис Крус Мартинес де Курико – носител на Купата на Чили през 1962 г., и Академия Самуел Рейес. Курико има и традиции в родеото, като рекорден брой шампиони на страната идват именно от там – 14. Градът е домакин на кръг от Рали Мобил. Река Тено, близо до Кокимбо, предоставя добри условия за каране на каяк и рафтинг.